# Heliopsis
Pour les articles homonymes, voir Heliopsis (film).
Genre
Heliopsis est un genre de plantes à fleurs de la famille des Asteraceae.

## Liste des espèces
Selon GBIF (1er juillet 2021) :
- Helepta parvifolia Raf., 1825
- Heliopsis annua Hemsl.
- Heliopsis anomala (M.E.Jones) B.L.Turner
- Heliopsis brachactis Standl. ex Fisher
- Heliopsis buphthalmioides Dunal
- Heliopsis buphthalmoides Brandegee, 1889
- Heliopsis decumbens S.F.Blake
- Heliopsis filifolia S.Watson
- Heliopsis gracilis Nutt.
- Heliopsis helianthoides (L.) Sw.
- Heliopsis helianthoides (L.) Sweet
- Heliopsis helianthoides Linnaeus, 1753
- Heliopsis lanceolata S.F.Blake
- Heliopsis lilianthoides (L.) Sweet
- Heliopsis longipes (A.Gray) S.F.Blake
- Heliopsis mollis Wender.
- Heliopsis novogaliciana B.L.Turner
- Heliopsis padulapatula Wender
- Heliopsis parviceps S.F.Blake
- Heliopsis parvifolia A.Gray
- Heliopsis patula Wender.
- Heliopsis procumbens Hemsl.
- Heliopsis purpurea Paul G.Wilson
- Heliopsis sinaloensis B.L.Turner
- Heliopsis stricta Wender.
- Heliopsis suffruticosa Ram.-Noya & S.González

## Synonymes
Les genres suivants sont synonymes de Heliopsis selon Plants of the World online (POWO) (1er juillet 2021) :
- Andrieuxia DC.
- Helemonium Steud.
- Helenomoium Willd. ex DC.
- Helepta Raf.
- Hemolepis E.Vilm.
- Kallias Cass.
- Nemolepis E.Vilm.